# Angilas
Angilas (em grego: Αγγίλας; romaniz.: Angílas) foi um oficial bizantino do século VI, ativo durante o reinado do imperador Justiniano (r. 527–565).

## Vida
Em 556, Angilas era taxiarco em Lázica e o comandante de uma unidade de lanceiros mouros na defesa de Fásis; essa designação grega tem provável equivalência com o conde dos assuntos militares, que era comandante de campo de média posição, situado entre o mestre dos soldados e tribuno, e os autores da PIRT sugerem que foi homem espectável. Durante o cerco, ele e Filomácio reuniram 200 homens e, desobedecendo ordens, atacaram os persas. Teodoro saiu em seu socorro, mas mesmo com sua ajuda foram superados numericamente e conseguiram voltar à segurança da cidade com sorte. Depois, Teodoro e ele fizeram um ataque bem sucedido contra os dailamitas, que fugiram, e então atacaram os persas, que bateram em retirada.